# Port
|  | Per a altres significats, vegeu «Port (desambiguació)». |

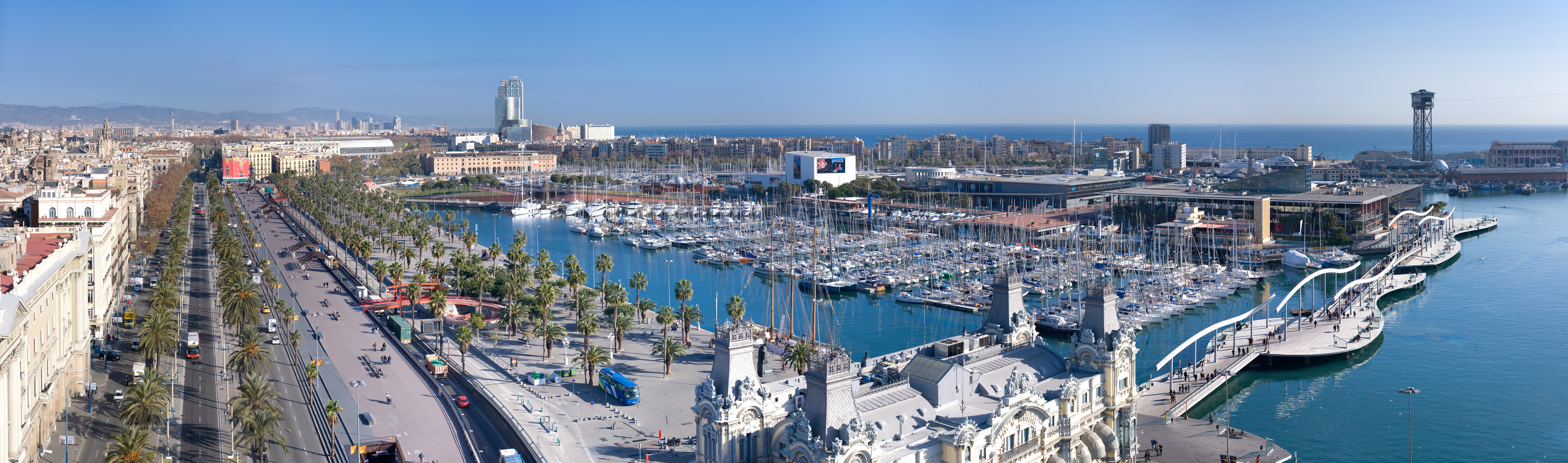
Port Vell de Barcelona, l'any 2007, vist des del Monument a Colom.

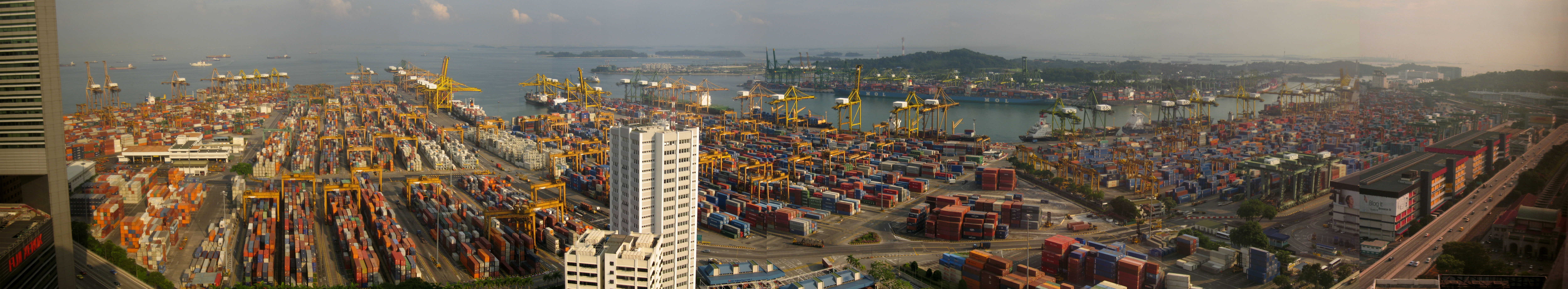
Port de Singapur.

Un port és una estructura on els vaixells poden estar arrecerats i fer les operacions d'embarcament i desembarcament de passatge i mercaderies. Pot incloure un o més molls. Tot i que normalment es troba en una costa o un estuari marítim, alguns ports se situen molts quilòmetres a l'interior, amb accés al mar a través d'un riu o un canal com a aparcament portuari connectat a una infraestructura terrestre que permet l'emmagatzematge de petites unitats, com ara vaixells de vela, així com trasllats a les xarxes ferroviàries i de carreteres.
Un port pot fer diverses funcions, però sobretot s'ha d'utilitzar per allotjar vaixells, sobretot durant les operacions de càrrega i descàrrega. També facilita les operacions de subministrament i reparació. És un lloc per allotjar-se.
En contraposició amb un ancoratge o refugi que consisteix generalment en un port a l'abric dels vents i les onades dominants per la terra. Pot requerir dragatge per mantenir la profunditat suficient.
Existeixen ports de totes les mides, que alberguen des d'algunes embarcacions fins a milers d'embarcacions i serveis o instal·lacions de producció industrials. En l'actualitat, el major creixement del desenvolupament del port es troba a Àsia, el continent amb alguns dels ports més grans i ocupats del món, com els ports xinesos de Xangai i Ningbo-Zhoushan i el de Singapur.

## Classificacions dels ports

### Segons l'origen
- Natural: Un port natural és el conjunt d'aigües totalment o parcialment abrigades per la disposició natural dels terrenys que no precisen ni disposen d'obres d'infraestructura portuària i que es destinen a l'ancoratge temporal o estacional d'embarcacions, ja sigui mitjançant fondejos o mitjançant la utilització d'elements flotants desmuntables.[1]
- Artificial: És el més comú. Està construït per l'home amb obres d'enginyeria. El port artificial generalment és obert, és a dir, amb un accés permanent tot i les petites oscil·lacions de la marea. També pot ser tancat quan és mantingut per un sistema de rescloses. Els primers ports artificials són deguts als fenicis i als egipcis. En temps antics amb la navegació a vela els ports s'utilitzaven poc i es preferia fondejar els vaixells, ja que no oferien prou seguretat i facilitat d'accés. Amb la introducció dels vaixells de vapor es va deixar d'utilitzar el sistema tradicional de transportar les mercaderies amb les barcasses i es van utilitzar els ports de manera completa que ja estaven construïts més sòlida i segurs.

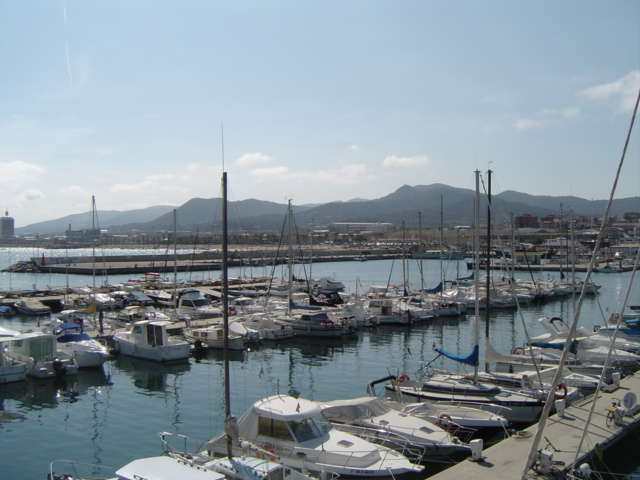
El port marítim de Mataró.

### Per la ubicació
- Marítim: generalment són els més importants i els que compten amb més serveis
- Fluvial: als rius que són navegables
- Port interior: a l'interior del país, al llarg d'un canal o d'un riu.
- Lacustre: als llacs que són navegables

### Per la seva funció

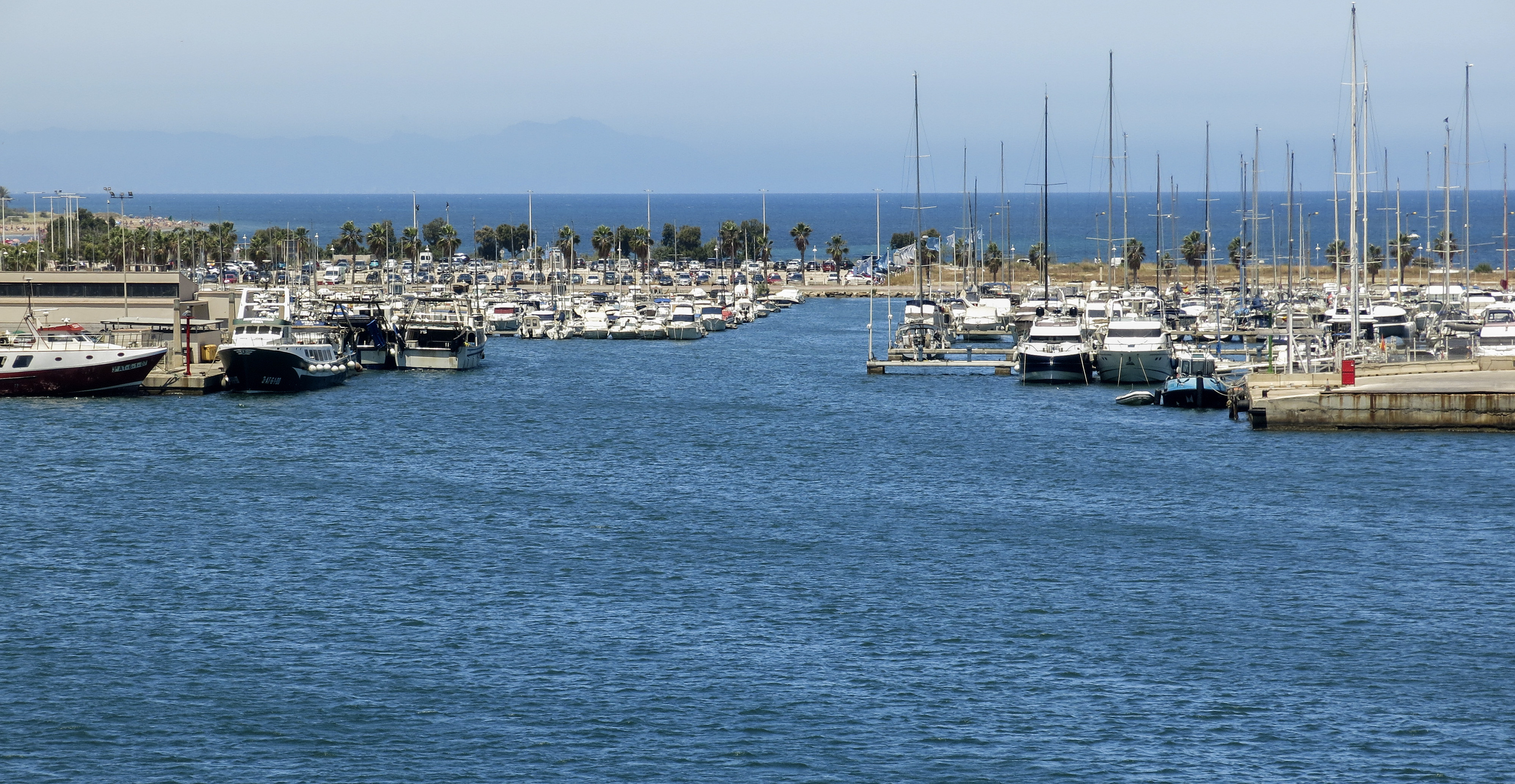
Port esportiu de Dénia

- Pesquers: el port pesquer necessita a més de les funcions habituals d'un port d'altres encaminades a la conservació de la pesca com fàbriques de glaç, frigorífics, congeladors, processament del peix, etc.
- De refugi: en temps antics tenien molta importància, actualment tant les embarcacions com els ports són més segurs i no calen ports de refugi específicament.
- Comercial: sol estar dividit en seccions segons els productes. El moll d'inflamables està convenientment separat de la resta per raons de seguretat.
- Militar: anomenat aleshores base naval
- Esportiu: el port esportiu és el de més recent construcció i de gran proliferació a la Mediterrània, fins al punt d'ocasionar sovint la destrucció de les platges de sorra i de la vegetació marítima com els alguers.

## Història

### Ports antics

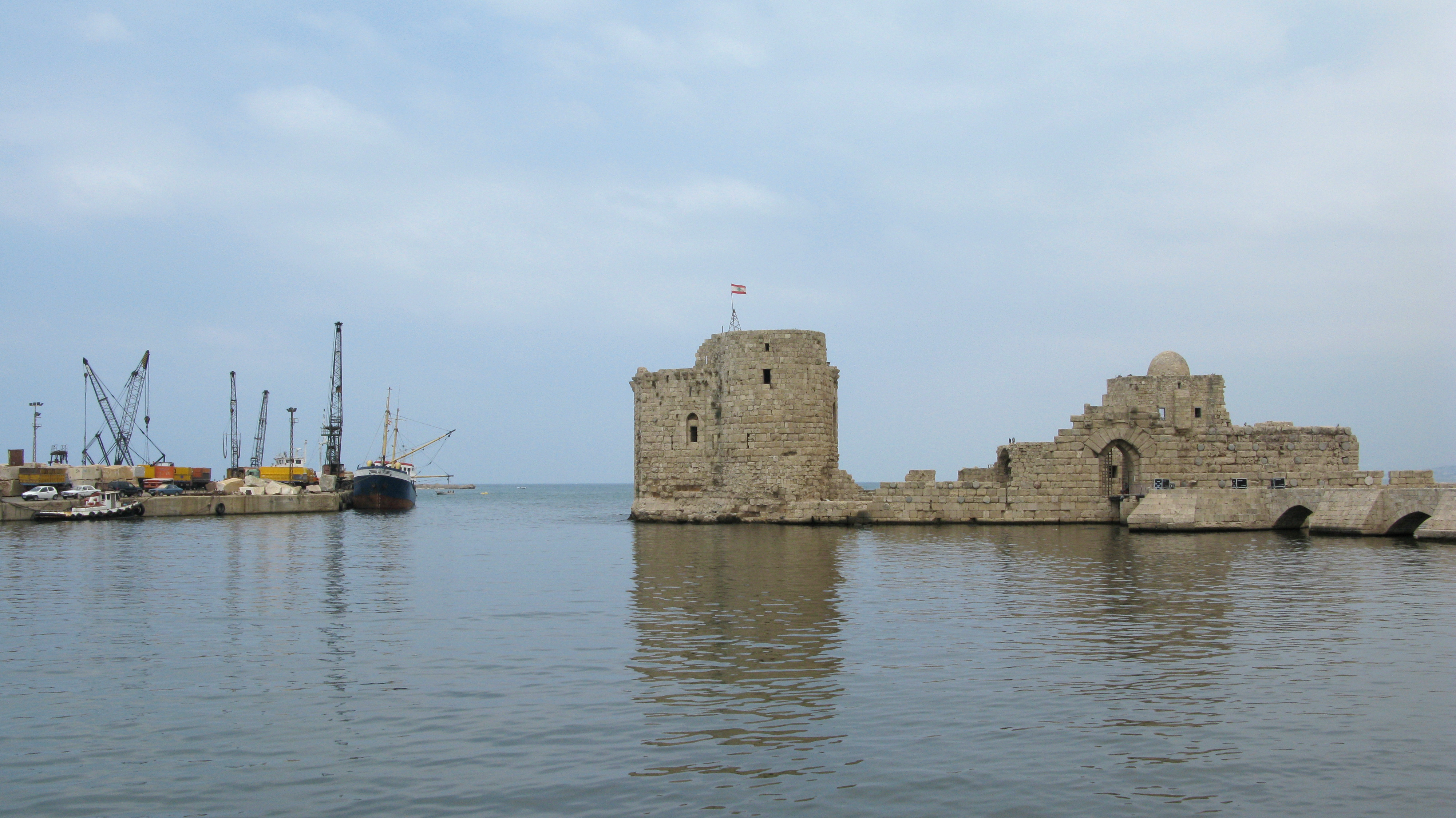
Ruïnes de l'antic port de Sidó

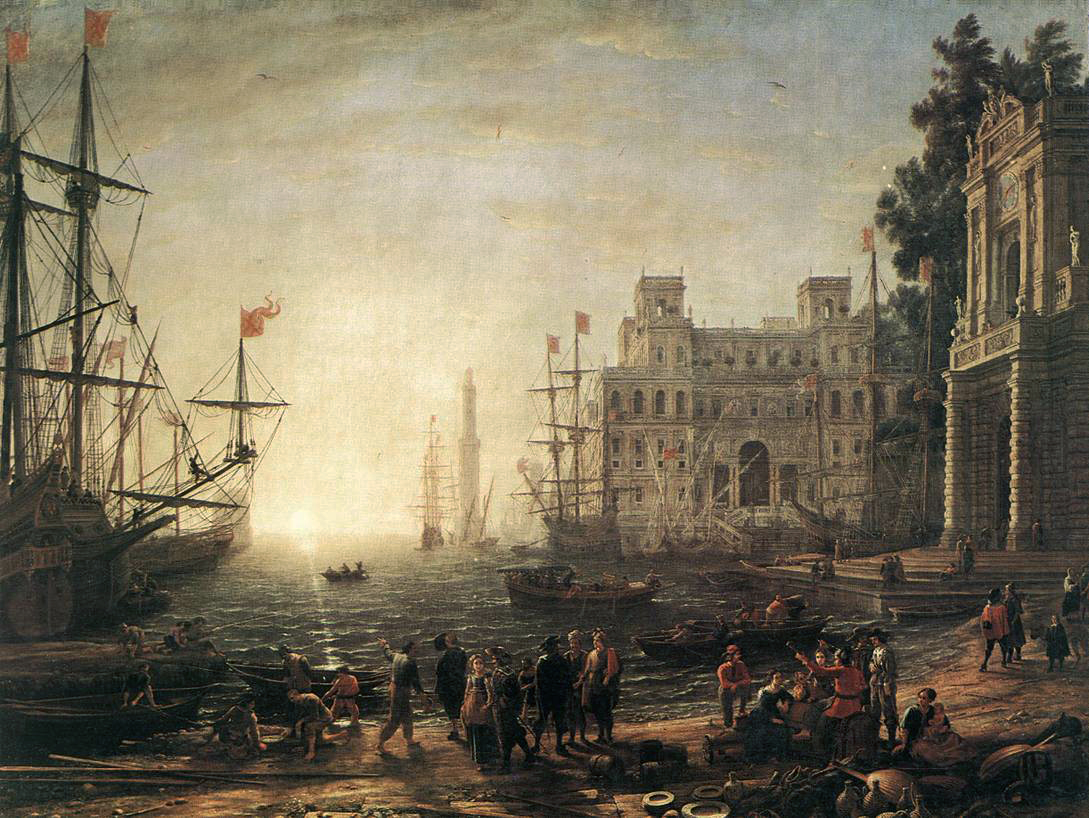
Seaport, una representació del per Claude Lorrain, 1638

Les civilitzacions antigues que es dedicaven al comerç marítim, tendien a desenvolupar ports marítims. Un dels ports artificials més antics coneguts del món es troba a Wali al Gerf a Mar Roig. Sembla que va ser utilitzat com a port des de mitjans de la quarta dinastia, al voltant de 2500 a.C., i durant més de mil anys. Les inscripcions rupestres demostren que el lloc encara estava en funcionament al voltant de 1450 a.C. Devia el seu èxit a la seva proximitat amb la capital administrativa de Memfis, que estava connectada a través d'un camí de 120 quilòmetres de longitud.
Fins aquell moment es creia que els primers ports construïts eren els dels fenicis amb els ports de Sidó i Tir al segle xiii aC. Aquestes ciutats es trobaven al punt màxim i representaven importants centres de negocis fins als atacs dels pobles de la mar. Aquests ports van permetre el comerç, però també la sortida dels colons i el suport d'unitats navals.
Altres ports antics inclouen el port de Canton o de Guangzhou, durant la dinastia Qin xinesa i Canop, el principal port egipci per al comerç grec abans de la fundació d'Alexandria. A l'antiga Grècia, el port d'El Pireu a Atenes era la base de la flota atenesa que va tenir un paper crucial en la batalla de Salamina contra els perses el 480 aC.
El següent pas en el desenvolupament dels ports és la construcció d'Alexandria a Egipte, cap al segle iii. El dic d'Heptastadion es construeix allà, per tal de separar el port en dues parts accessibles segons l'origen del vent. També és el lloc del Far d'Alexandria, primer dels fars. Així, els ports es desenvolupen al llarg de la Mediterrània, i compta especialment el port del Pireu a Atenes i el d'Òstia a Roma. També es pot esmentar el port de Siracusa i el de Cartago. Les tècniques constructives de l'època utilitzaven principalment les roques locals, que requerien molta mà d'obra, però oferien construccions extremadament duradores; l'arqueologia marina actual l'utilitza àmpliament. També es pot observar l'ús de dics en arcs de mig punt pels romans, que permeten una millor resistència a les ones.

### Ports a l'edat mitjana i moderna
Malgrat la destrucció després del final de l'Imperi Romà, els ports es desenvolupen a la vora del Mediterrani i progressivament a la façana de l'Atlàntic com a expansió del comerç. Els ports italians (Gènova), Venècia ...) van guanyar importància; les tècniques seguien sent substancialment iguals.
Avui dia, molts d'aquests antics llocs ja no existeixen ni funcionen com a ports moderns. Fins i tot en els temps més recents, els ports de vegades no es fan servir. Rye (East Sussex), era un port anglès important a l'edat mitjana, però la línia de costa va canviar i ara és a 3,2 km. del mar, mentre que els ports de Ravenspurn i Dunwich s'han perdut a l'erosió marina.

### Ports a l'edat contemporània
No va ser fins al segle xix amb la revolució industrial que l'aparició dels ports va canviar clarament: l'especialització entre ports comercials, pesquers i militars va aparèixer i el formigó va permetre altres tipus de construcció. A més dels magatzems es troben les línies de ferrocarril i les grues. Els molls es van expandir i les professions es van especialitzar.
Mentre que els primers ports solien ser ports senzills, els ports moderns tendeixen cap a la distribució multimodal, amb connexions de transport amb rutes marítimes, fluvials, canals, ferroviàries i aèries. Els ports amb èxit optimitzen l'accés a un rerepaís actiu. Idealment, un port concedirà a les naus navegació fàcil, i donarà refugi al vent i a les ones. Els ports són sovint en estuaris, on l'aigua pot ser superficial i pot necessitar un dragatge regular. Els ports d'aigües profundes són menys freqüents, però poden manejar vaixells més grans, com ara petrolers, Panamax i portacontenidors. Altres empreses, com ara centres logístics, magatzems i transportistes i altres instal·lacions de processament, resulten avantatjoses ubicar-se dins d'un port o a les proximitats. Els ports moderns tindran equips especialitzats de manipulació de càrrega, com ara grues, apiladors i carretons elevadors.
Els ports normalment tenen funcions especialitzades: alguns solen atendre principalment a transbordadors de passatgers i creuers; alguns s'especialitzen en trànsit de contenidors o càrrega general; i alguns ports tenen un paper militar important per a la marina de la seva nació. Alguns països del tercer món i petites illes com Ascensió i Santa Helena continuen tenint instal·lacions portuàries limitades, de manera que els vaixells han d'ancorar mentre que la seva càrrega i els seus passatgers queden a la terra per gavarra o llanxa respectivament.
Tot i que els vaixells moderns tendeixen a tenir propulsors de popa i propulsors de popa, moltes autoritats portuàries encara requereixen que els vaixells utilitzin un pilot pilot i remolcadors per maniobrar els grans vaixells en quarts ajustats. Per exemple, els vaixells que s'apropen al port belga d'Anvers, un port interior del riu Escalda, estan obligats a utilitzar els pilots holandesos en navegar per la part de la ria que pertany als Països Baixos.
Els ports amb trànsit internacional tenen instal·lacions de duanes.
Avui, el creixement més gran del desenvolupament portuari és, amb diferència, a Àsia, el continent amb els ports més grans i ocupats del món, com els de Xangai, Singapur, Shenzhen, Ningbo-Zhoushan i Hong Kong. Als darrers anys els deu primers ports del món en ocupació, per nombre total de unitats equivalents a contenidors de vint peus (TEU), són asiàtics.

## Ubicació i característiques geomorfològiques

La navegació d'un buc en un canal d'aigües poc profundes produeix un efecte hidrodinàmic conegut com "efecte esquat". No és un augment de calat, però sí una disminució del marge de seguretat sota la quilla.

La posició geogràfica i la geometria de les conques portuàries i els molls determinen les qualitats d'un port i influeixen en els següents paràmetres;
- Protecció: el port pot estar obert o tenir un refugi natural o artificial a través d'un trencaones. El port pot ser tancat o difícil d'accedir quan les ones i/o el vent tenen una orientació particular.
 La velocitat dels vaixells està regulada als ports i al seu entorn. El trànsit intra-port no ha de generar ones significatives.

La geometria del port i de les masses d'aigua no és l'únic paràmetre que influeix en aquestes ones. La mida i la velocitat dels vaixells afecten (depenent de l'hora de la marea) a les ones. L'aparició de vaixells més grans, pesats o amplis pot així modificar l'altura de l'ona, i indirectament el fons, la sedimentació, la terbolesa o generar ones destructives per als bancs i les instal·lacions flotants. Els models permeten estudiar aquests problemes, així com la forma en què l'onatge pot o no entrar en un port.
- Profunditat: la profunditat disponible, depenent de l'hora de la marea, determina la mida de les embarcacions que hi poden entrar segons el seu draft. Per als ports grans, la profunditat es manté mitjançant dragatge regular dels canals d'accés al canal mar. Per tal de preservar la profunditat suficient, alguns ports tenen rescloses o llindars. Els ports més profunds del món arriben a 30 metres, però 15 metres és una xifra més comuna per als ports comercials i de 2 a 6 metres per als ports esportius.
- Balisatge: l'entrada d'un port ha de ser identificable de dia i de nit, i per mitjans no visuals a la boira (radar, banya de boira ...). El balisatge es basa en la navegació natural, boies o balises utilitzant el sistema lateral o cardinal, de llums i el far.

## Infraestructures
Les instal·lacions portuàries inclouen piscines, oferint un calat suficient, vorejat per molls normalment equipats amb defenses i mitjanes segures de maneig d'equips, un il·luminació, estacions de combustible i aigua, esculleres, xarxa d'energia (alta tensió en els grans ports). El canal de navegació està senyalitzat. El port està connectat al seu rerepaís per vies de comunicació. Des de la dècada de 1990, a cada gran port també se superposa una xarxa informàtica que cada vegada és més important per a la logística i la seguretat en particular.

## Vaixells de serveis portuaris

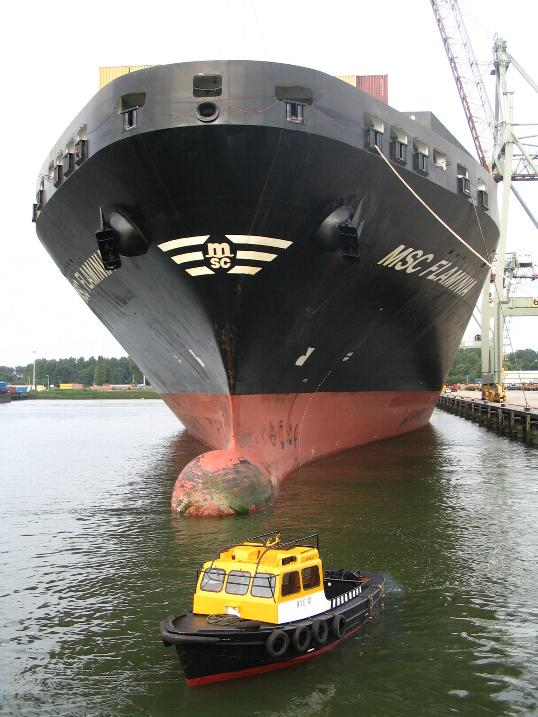
Embarcació d'amarratge davant de la proa d'un portacontenidors.

Tan bon punt un port aconsegueixi una mida suficient, hi ha un nombre de vaixells de serveis que no formen part del trànsit de port, sinó que s'utilitzen per a diferents operacions portuàries. Són els següents:
- Les dragues, de diferents tipus, depenent de la naturalesa de l'àrea de contingut i cobertura (draga de succió, draga de galleda ...); serveixen per mantenir una profunditat suficient al port i als canals d'accés, malgrat l'afluència de sediments procedents de rius i rierols. Els materials extrets són transportats per una barcassa.
- Pilotina solia portar pilots a bord de vaixells comercials que arribaven al port. Als ports de mida mitjana, hi ha alguns vaixells pilot que operen des del port; en els principals ports comercials, de vegades hi ha un gran vaixell a la zona d'arribada que allotja els pilots i des d'on surten els vaixells pilot.
- El remolcador s'utilitza per ajudar els vaixells grans per maniobrar durant les operacions d'amarratge i de balanceig.
- El vaixell d'amarratge utilitzat per l'amarratge a terra.
- Embarcacions de subministrament: el tanc per omplir els búnquers i diverses barcasses quan no es fa a terra.
- Altres vaixells utilitzats per a la seguretat: de bombers, bot salvavides per a rescat, patrullers, vaixells de la guàrdia costanera i vaixells de l'autoritat portuària corresponent.

Altres naus es basen en els ports més grans, però no s'utilitzen per fer un servei directament a un altre vaixell. És el cas del buc de balisa per al manteniment de marcat, trencaglaços per a l'obertura de les rutes de navegació polars o transbordadors per moure persones.

## Ports més grans del món
La llista dels ports més grans proporciona la classificació anual i l'evolució del trànsit dels principals ports comercials del món. Aquest trànsit es pot mesurar a partir de la massa de productes intercanviats, el nombre d'escales o el valor de les mercaderies.
Les classificacions de càrrega basades en tonatge han de ser interpretades amb precaució, ja que aquestes mesures no són directament comparables i no es poden convertir en una sola unitat estandarditzada. A la columna Mesura, MT = Tones mètriques, HT = tones de port, FT = tones de transport i RT = tones d'ingressos.

### Per tonatge
La premsa especialitzada, les institucions internacionals i algunes autoritats portuàries publiquen rànquings basats fonamentalment en tonatge, expressades en milers de tones.
| Ranking | Port               | Estat           | Unitat | 2016    | 2015    | 2014    | 2013    | 2012    |
| ------- | ------------------ | --------------- | ------ | ------- | ------- | ------- | ------- | ------- |
| 1       | Ningbo-Zhoushan    | R.P. de la Xina | MT     | 922,092 | 889,000 | 873,470 | 810,000 | 744,000 |
| 2       | Xangai             | R.P. de la Xina | MT     | 647,446 | 646,514 | 678,376 | 696,985 | 644,659 |
| 3       | Singapur           | Singapur        | FT     | 593,297 | 575,846 | 581,268 | 560,888 | 538,012 |
| 4       | Canton (Guangzhou) | R.P. de la Xina | MT     | 544,374 | 475,481 | 500,975 | 472,760 | 438,000 |
| 5       | Port Hedland       | Austràlia       | MT     | 484,510 | 452,940 | 446,922 | 488,000 | 288,443 |
| 6       | Rotterdam          | Països Baixos   | MT     | 461,177 | 466,363 | 444,733 | 440,464 | 441,527 |
| 7       | Qingdao            | R.P. de la Xina | MT     | 443,978 | 476,216 | 465,055 | 450,111 | 407,340 |
| 8       | Tianjin            | R.P. de la Xina | MT     | 428,098 | 440,430 | 445,780 | 477,399 | 477,000 |
| 9       | Busan              | Corea del Sud   | RT     | 349,708 | 347,713 | 335,411 | 313,295 | 298,689 |
| 10      | Dalian             | R.P. de la Xina | MT     | 318,413 | 320,658 | 337,366 | 320,843 | 303,000 |

### Per TEUs
Llista per ports amb terminal de contenidors per nombre total de unitats equivalents a contenidors de vint peus (TEU) transportades a través del port. Les dades apareixen en milions de TEUs.
| Ranking | Port               | Estat               | 2018   | 2017   | 2016   | 2015   |
| ------- | ------------------ | ------------------- | ------ | ------ | ------ | ------ |
| 1       | Xangai             | R.P. de la Xina     | 42.010 | 40.233 | 37.133 | 36.537 |
| 2       | Singapur           | Singapur            | 36.600 | 33.666 | 30.903 | 30.922 |
| 3       | Shenzhen           | R.P. de la Xina     | 25.730 | 25.208 | 23.979 | 24.204 |
| 4       | Ningbo-Zhoushan    | R.P. de la Xina     | 26.000 | 24.607 | 21.560 | 20.620 |
| 5       | Hong Kong          | R.P. de la Xina     | 19.641 | 20.770 | 19.813 | 20.073 |
| 6       | Busan              | Corea del Sud       | 21.592 | 20.493 | 19.850 | 19.469 |
| 7       | Canton (Guangzhou) | R.P. de la Xina     | 21.970 | 20.370 | 18.857 | 17.624 |
| 8       | Qingdao            | R.P. de la Xina     | 19.300 | 18.262 | 18.010 | 17.510 |
| 9       | Jebel Ali (Dubai)  | Emirats Àrabs Units | 14.954 | 15.368 | 14.772 | 15.592 |
| 10      | Tianjin            | R.P. de la Xina     | 16.000 | 15.040 | 14.490 | 14.090 |

### Per passatgers en total

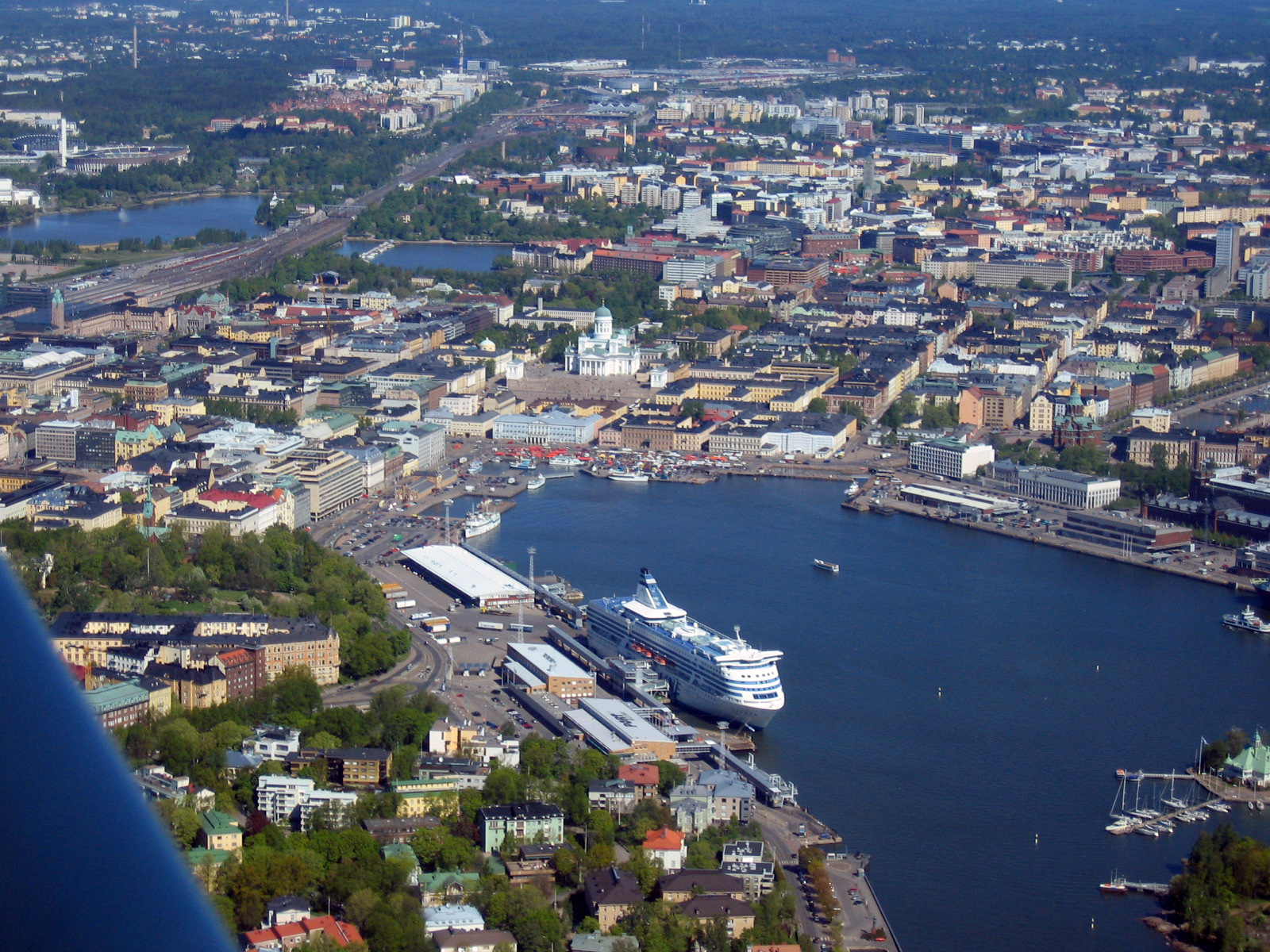
Vista aèria del Port Sud de Hèlsinki

La informació de passatgers a nivell global és menys publicada. Entre els ports de les que es coneixen les dades, el port de Hèlsinki es va convertir en el que transportava més passatgers en total l'any 2017, superant els del port de Dover.

### Per creuers amb més passatgers

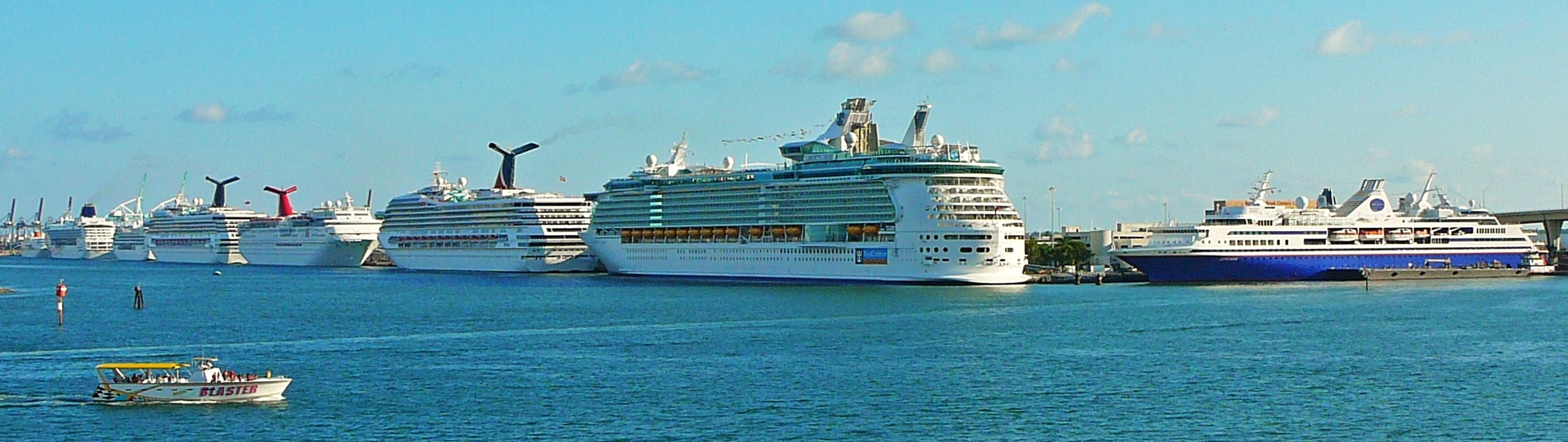
El Port de Miami és la seu de moltes companyies de creuers.

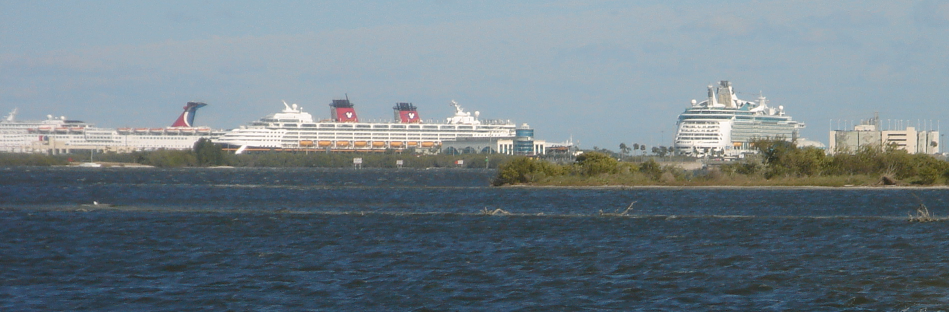
Creuers al Port Canaveral

Similar limitació hi ha respecte als passatgers de creuers, en la que falta informació d'alguns ports asiàtics. Entre els ports coneguts, els tres principals ports es troben a l'estat de Florida: el port de Miami, el Port Canaveral i el Port Everglades. El Port de Barcelona se situava com el primer d'Europa per creuers amb més passatgers (7è del món) i la xarxa de ports de les Illes Balears com el 3r d'Europa i desè del món.
| Rank | Port                      | Estat                        | 2016 / 2017 |
| ---- | ------------------------- | ---------------------------- | ----------- |
| 1    | Port de Miami             | Estats Units d'Amèrica       | 4.980.490   |
| 2    | Port Canaveral            | Estats Units d'Amèrica       | 4.248.296   |
| 3    | Port Everglades           | Estats Units d'Amèrica       | 3.826.415   |
| 4    | Port de Cozumel           | Mèxic                        | 3.636.649   |
| 5    | Port de Nassau (Bahames)  | Bahames                      | 3.521.178   |
| 6    | Port de Xangai            | República Popular de la Xina | 2.847.000   |
| 7    | Port de Barcelona         | Espanya                      | 2.712.247   |
| 8    | Ports de les illes Out    | Bahames                      | 2.549.803   |
| 9    | Port de Civitavecchia     | Itàlia                       | 2.204.336   |
| 10   | Port de les Illes Balears | Espanya                      | 2.110.663   |

## Galeria d'imatges

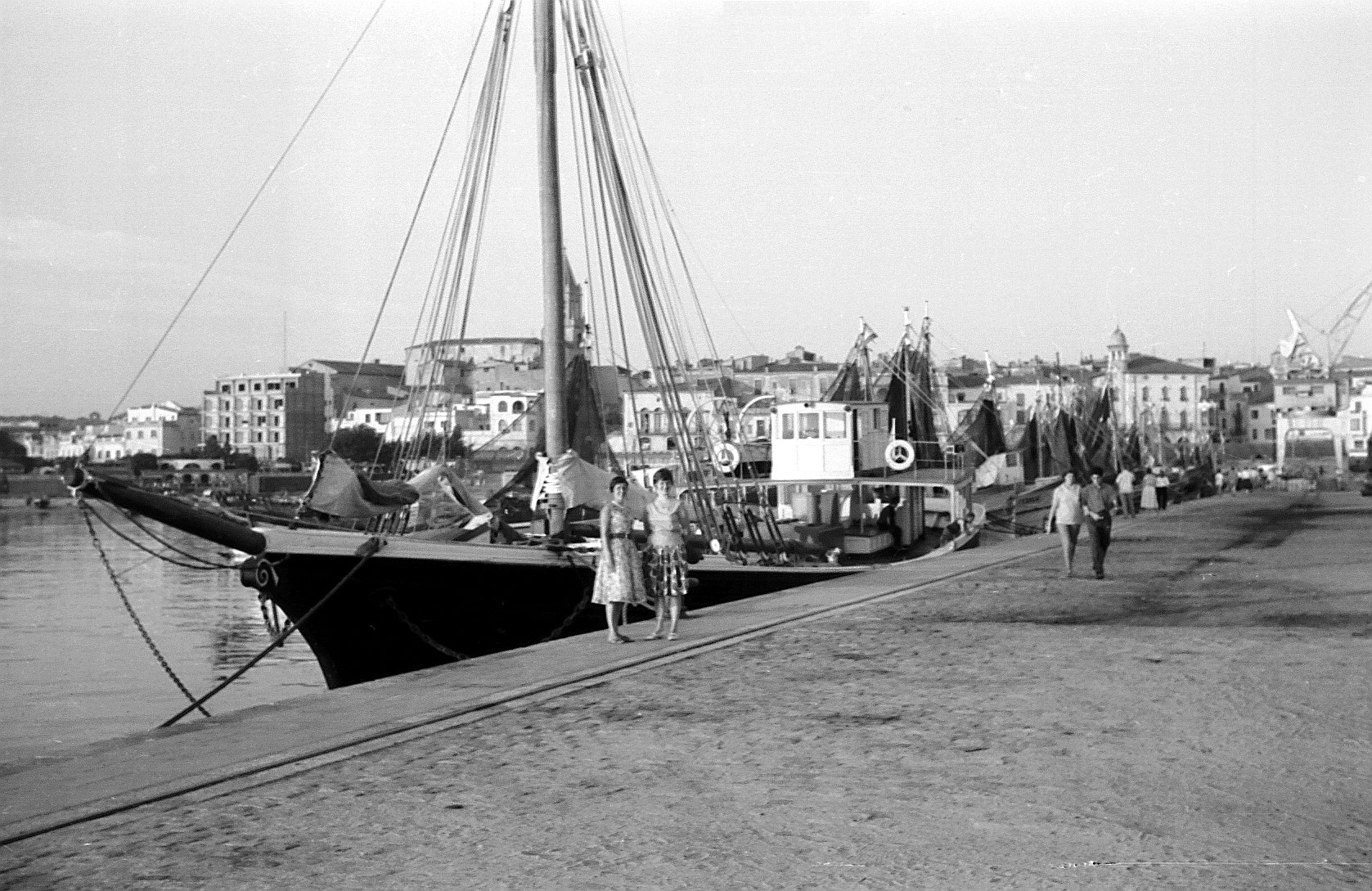
Port de Palamós als anys 50.
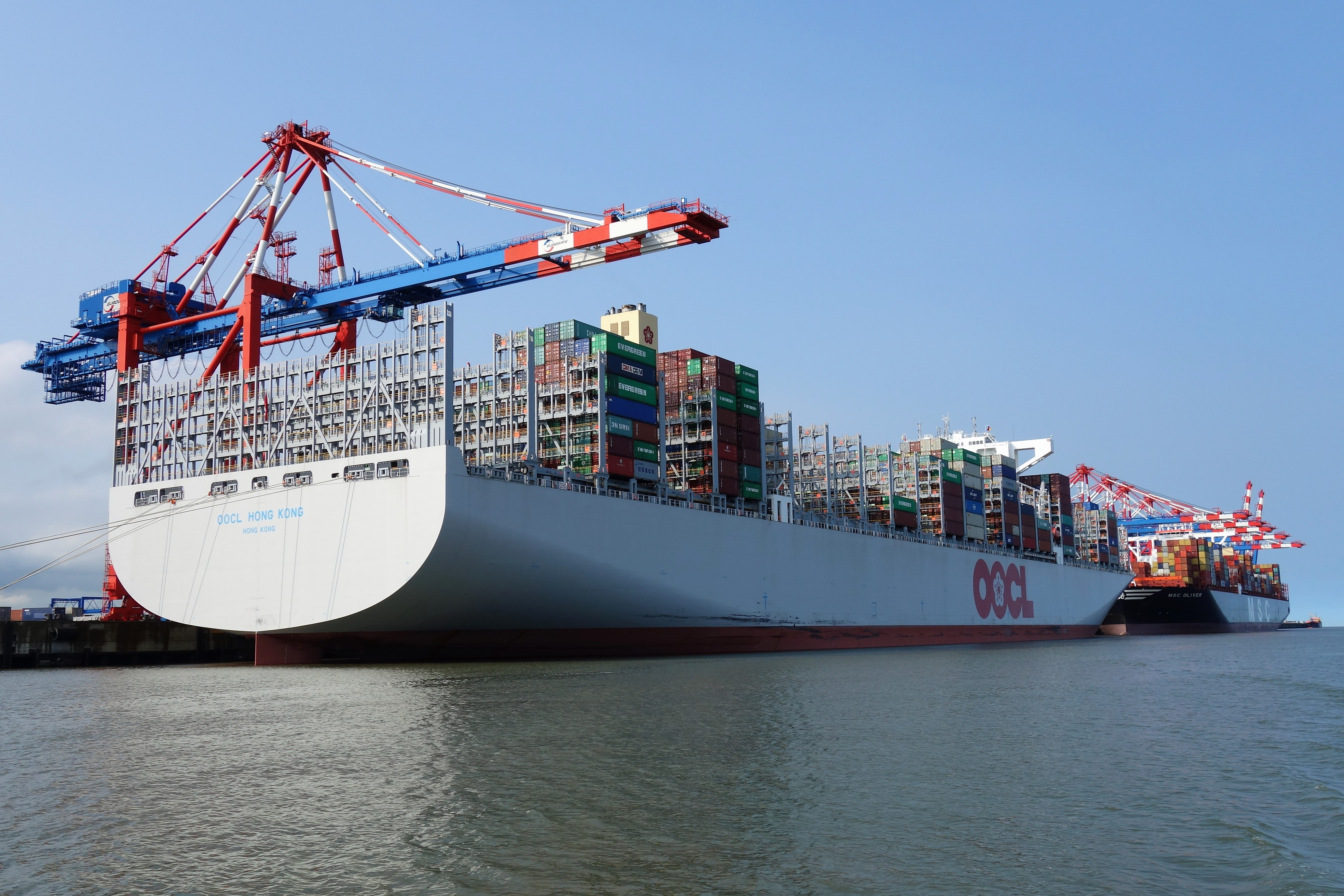
El portacontenidors OOCL Hong Kong, el més llarg que s'ha construït, l'any 2017
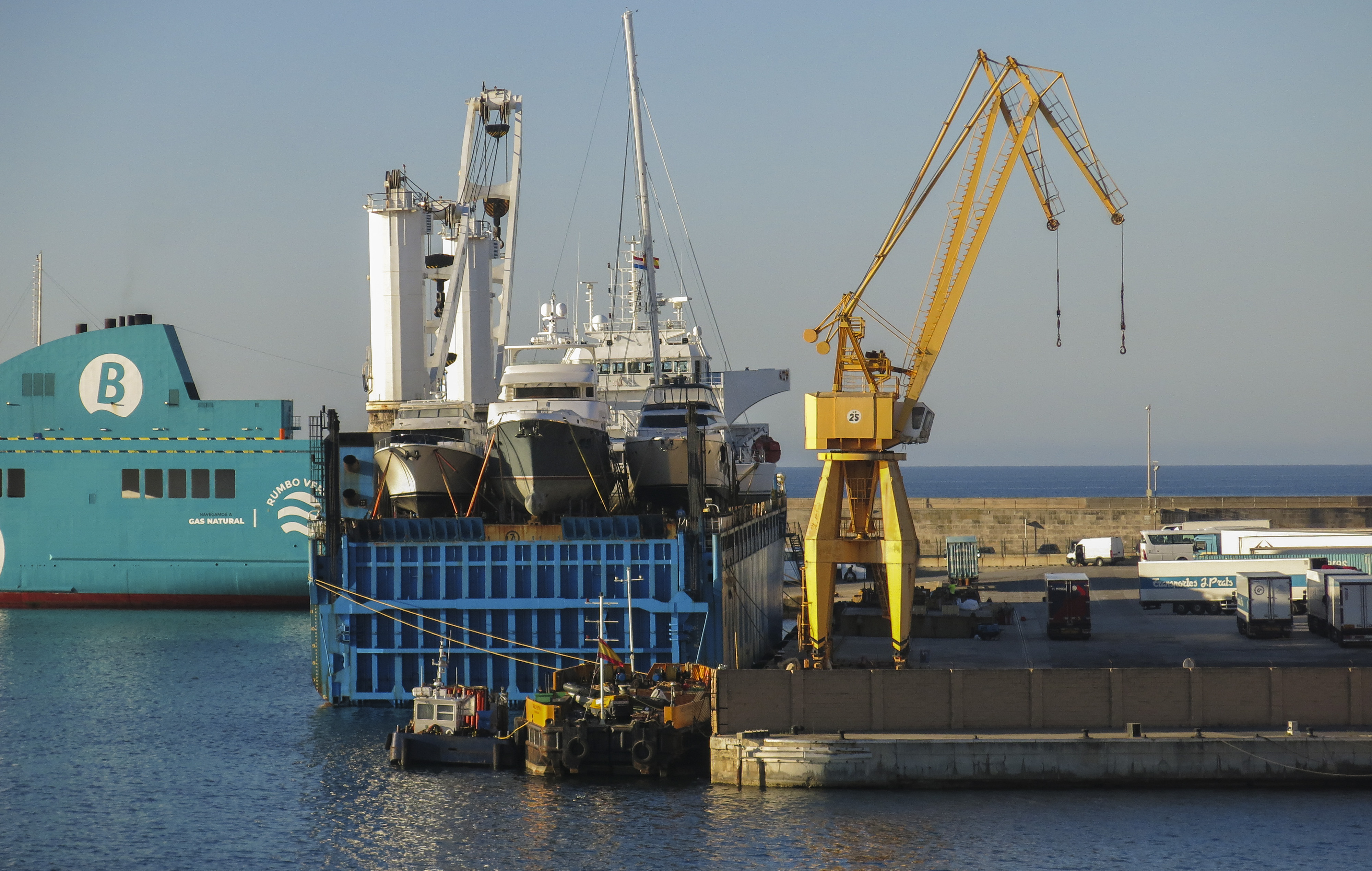
Palma
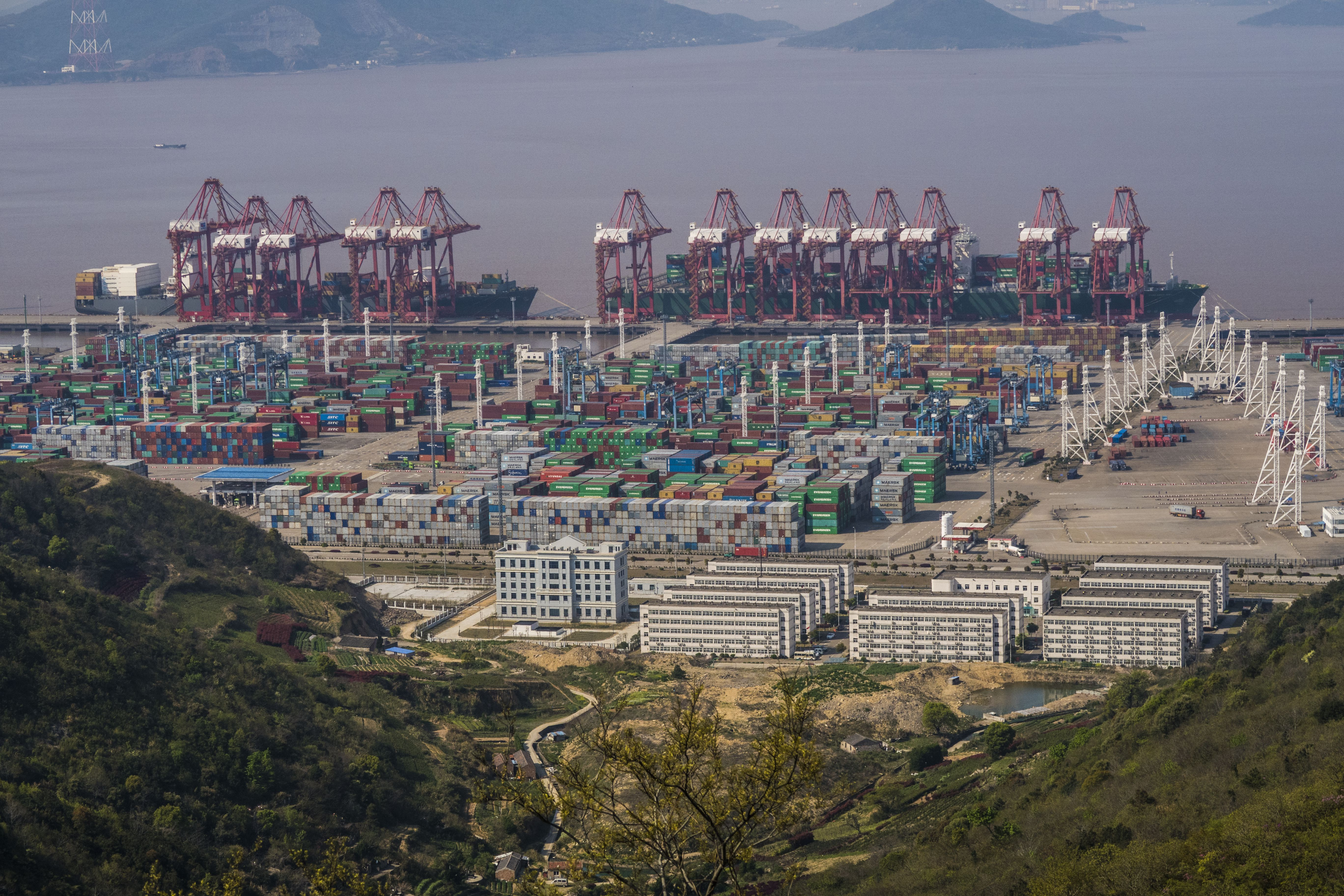
Port de Ningbo-Zhoushan, l'abril de 2015
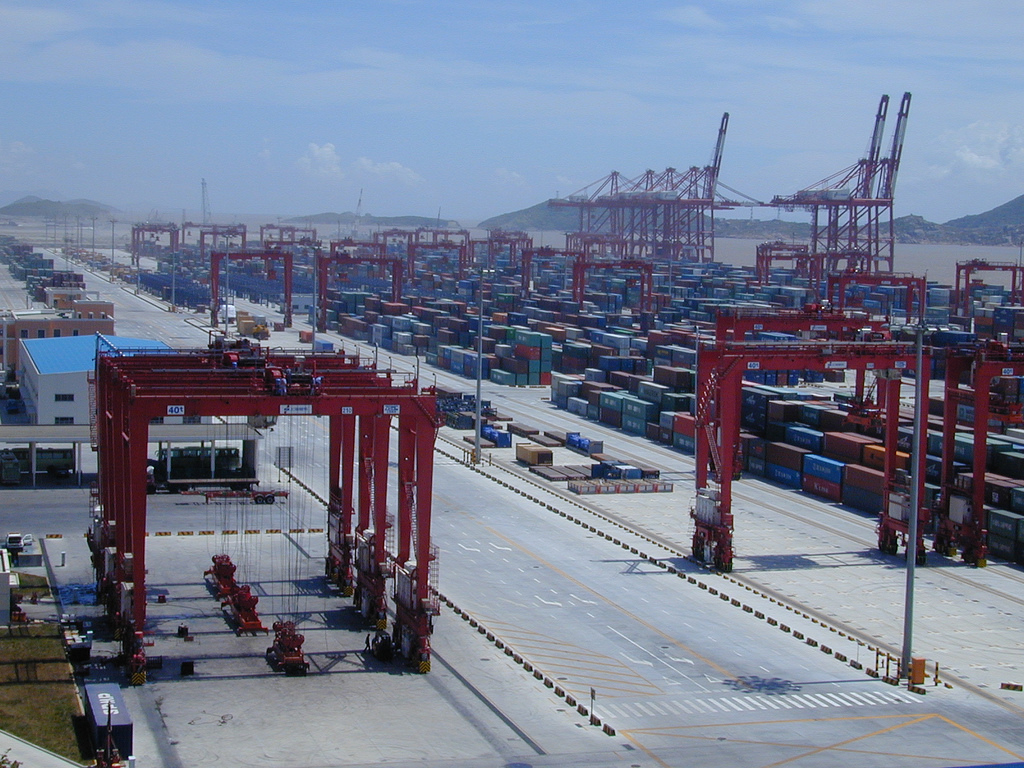
Zona de port d'aigües profundes de Yangshan, al port de Xangai
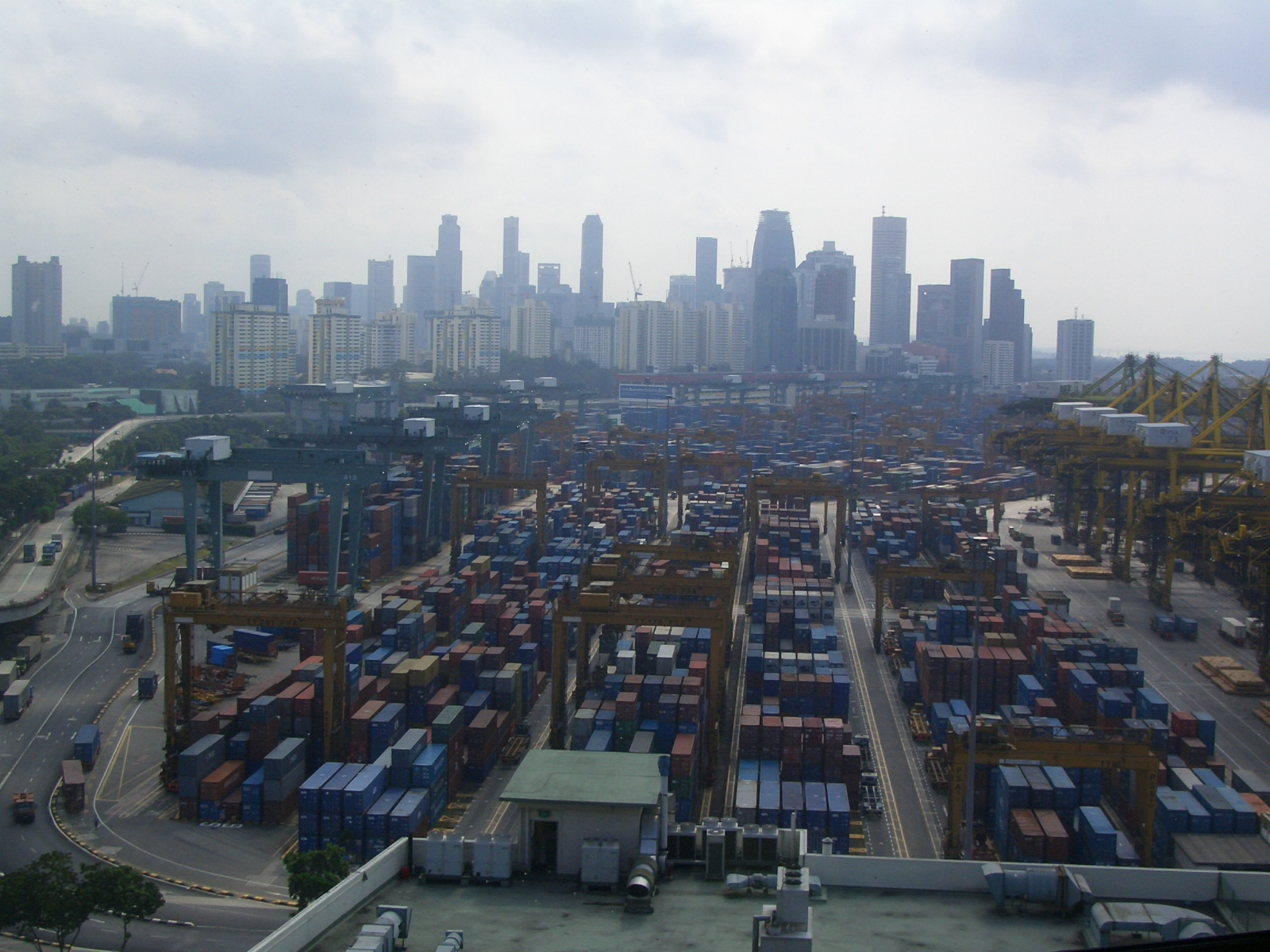
Terminal de contenidors Keppel de Singapur.